# Костылево (станция)
Костылево — железнодорожная станция недалеко от посёлка городского типа Октябрьского Устьянского района Архангельской области. Расстояние от Ярославского вокзала Москвы составляет 887 км.

## Характеристика
Станция была построена в 1942 году, когда была проложена Печорская железная дорога. Пути на станции не электрифицированы, все поезда управляются тепловозами. На станции помимо пассажирских перевозок, осуществляются грузовые операции. Станция Костылево относится к Сольвычегодскому региону Северной железной дороги.
Станция находится в деревне Костылево недалеко от административного центра Устьянского района Архангельской области посёлка городского типа Октябрьского. Станция Костылево, несмотря на своё удаление от посёлка, является его важной транспортной артерией. Также к станции прилегает посёлок Костылево и деревня Костылево. Все поезда дальнего следования делают остановку на станции Костылево.
Современный вокзал станции был построен в середине 2000-х годов.

## Пригородное сообщение
На станции останавливаются пригородные поезда сообщением Кулой — Кизема (2 пары поездов в сутки).

## Дальнее сообщение
На станции останавливаются все проходящие через неё поезда дальнего следования.
По состоянию на декабрь 2018 года через станцию курсируют следующие поезда дальнего следования:
| Круглогодичное обращение поездов | Круглогодичное обращение поездов | Круглогодичное обращение поездов | Круглогодичное обращение поездов |
| № поезда                         | Маршрут движения                 | № поезда                         | Маршрут движения                 |
| -------------------------------- | -------------------------------- | -------------------------------- | -------------------------------- |
| 21 "Полярная стрела"             | Лабытнанги — Москва              | 22 "Полярная стрела"             | Москва — Лабытнанги              |
| 33 "Сыктывкар"                   | Сыктывкар — Москва               | 34 "Сыктывкар"                   | Москва — Сыктывкар               |
| 41 "Воркута"                     | Воркута — Москва                 | 42 "Воркута"                     | Москва — Воркута                 |
| 77                               | Воркута — Санкт-Петербург        | 78                               | Санкт-Петербург — Воркута        |
| 97                               | Микунь — Санкт-Петербург         | 98                               | Санкт-Петербург — Микунь         |
| 371                              | Котлас — Архангельск             | 372                              | Архангельск — Котлас             |
| 375                              | Воркута — Москва                 | 376                              | Москва — Воркута                 |

| Сезонное обращение поездов | Сезонное обращение поездов | Сезонное обращение поездов | Сезонное обращение поездов |
| № поезда                   | Маршрут движения           | № поезда                   | Маршрут движения           |
| -------------------------- | -------------------------- | -------------------------- | -------------------------- |
| 209                        | Лабытнанги — Москва        | 210                        | Москва — Лабытнанги        |
| 257                        | Печора — Адлер             | 258                        | Адлер — Печора             |
| 267                        | Сосногорск — Новороссийск  | 268                        | Новороссийск — Сосногорск  |
| 287                        | Воркута — Белгород         | 288                        | Белгород — Воркута         |